# Clania lewinii
Clania lewinii is een vlinder uit de familie van de zakjesdragers (Psychidae). De wetenschappelijke naam van de soort is voor het eerst geldig gepubliceerd in 1854 door John Obadiah Westwood als Oiketicus lewinii.